# هونگ می شیائو
هونگ می شیائو (انگلیسی: Hong-Mei Xiao؛ –) نوازنده ویولن آمریکایی چینی است. او برنده جایزه اول مسابقه بین‌المللی موسیقی ژنو و دریافت کننده جایزه بزرگ پاتک فیلیپ است. حرفه هونگ می شیائو به عنوان یک نوازنده بین‌المللی شامل اجراهای تحسین‌شده در سالن‌های کنسرت بزرگ و ارکسترهای برجسته در سراسر جهان است. آثار او تحت لیبل‌هایی مانند Delos Productions و Naxos Records منتشر شده است. از او همچنین به عنوان سفیر هنری ایالات متحده تجلیل شد.

## اوایل زندگی و تحصیل
هونگ می شیائو در خانواده ای اهل موسیقی بزرگ شد. پدرش، آهنگساز مشهور شیائو هنگ، آموزش اولیه ویولن را برای او فراهم کرد. مادرش، گویفانگ سویی، معلم موسیقی بود. او در طول دوران جوانی خود در مکان‌های عمومی مختلف در چین به اجرای موسیقی می‌پرداخت. او در کنسرواتوار موسیقی شانگهای شرکت کرد و با بالاترین درجه فارغ‌التحصیل شد. شیائو در سال ۱۹۸۴ جایزه شورای فرهنگی آسیا را دریافت کرد. او آموزش موسیقی خود را نزد جان گراهام نوازنده ویولن در ایالات متحده ادامه داد و مدرک کارشناسی ارشد موسیقی خود را از دانشگاه ایالتی نیویورک در استونی بروک دریافت کرد.